# Gerstlauer Amusement Rides
Die Gerstlauer Amusement Rides GmbH ist ein deutscher Hersteller von transportablen und stationären Fahrgeschäften und Achterbahnen mit Sitz im bayerischen Münsterhausen.

## Geschichte
Im Jahre 1982 gründete Hubert Gerstlauer, ehemaliger Mitarbeiter der Schwarzkopf GmbH, eine eigene Firma, die er „Gerstlauer Elektro GmbH“ nannte. Mit dieser lieferte er den Anlagen von Schwarzkopf elektrische und pneumatische Systeme, bevor er im Jahre 1992 nach dem Konkurs der Firma Schwarzkopf einen Teil derer Produktionshallen erwarb und dort die Herstellung von Fahrgeschäften und Achterbahnen fortführte. Im März 2007 wurde das Unternehmen mit Bezug auf die ausgeweitete Produktpalette in „Gerstlauer Amusement Rides GmbH“ umbenannt.

## Achterbahnmodelle
Als erste eigene Achterbahn der Firma wurde 1998 die G’sengte Sau vom Typ Bobsled Coaster im Erlebnispark Tripsdrill gebaut. Seit 2003 hat die Firma Gerstlauer sich vor allem mit dem Modell „Euro-Fighter“, welches in verschiedenen Ausführungen europaweit und in den USA vertreten ist, einen Namen gemacht. Die erste Achterbahn dieses Types ist Vild-Svinet im dänischen Freizeitpark BonBon-Land. Eine Besonderheit bei allen Typen des Euro-Fighter ist der First Drop mit einem Gefälle von mindestens 95°.
Ein weiteres Modell ist der Gerstlauer Spinning Coaster, bei dem sich die Fahrgäste frontal gegenübersitzen.
Seit Juni 2008 wurde im Hansa-Park an der Achterbahn Flucht von Novgorod gebaut. Im Frühjahr 2009 wurde die Kombination aus Euro-Fighter und Launched Coaster als erste Bahn des neuen Typs mit dem Produktnamen „Kataplektor“ im Hansa-Park eröffnet. Außerdem ist im englischen Themenpark Thorpe Park die Achterbahn Saw – The Ride entstanden.
2013 führte Gerstlauer mit The Smiler das neue Model Infinity Coaster ein.

### Euro-Fighter

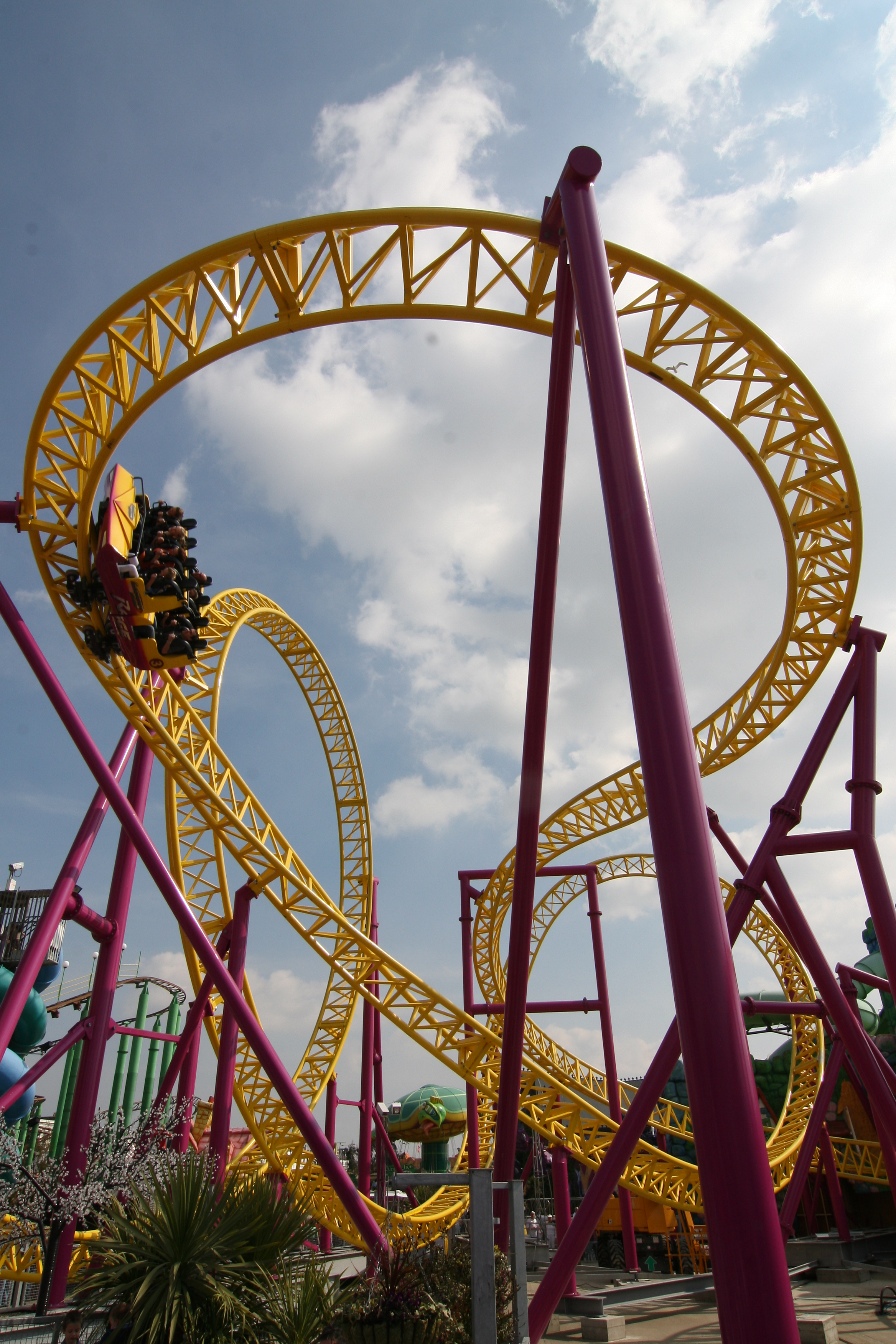
Euro-Fighter Rage im Adventure Island

### Bobsled-Coaster

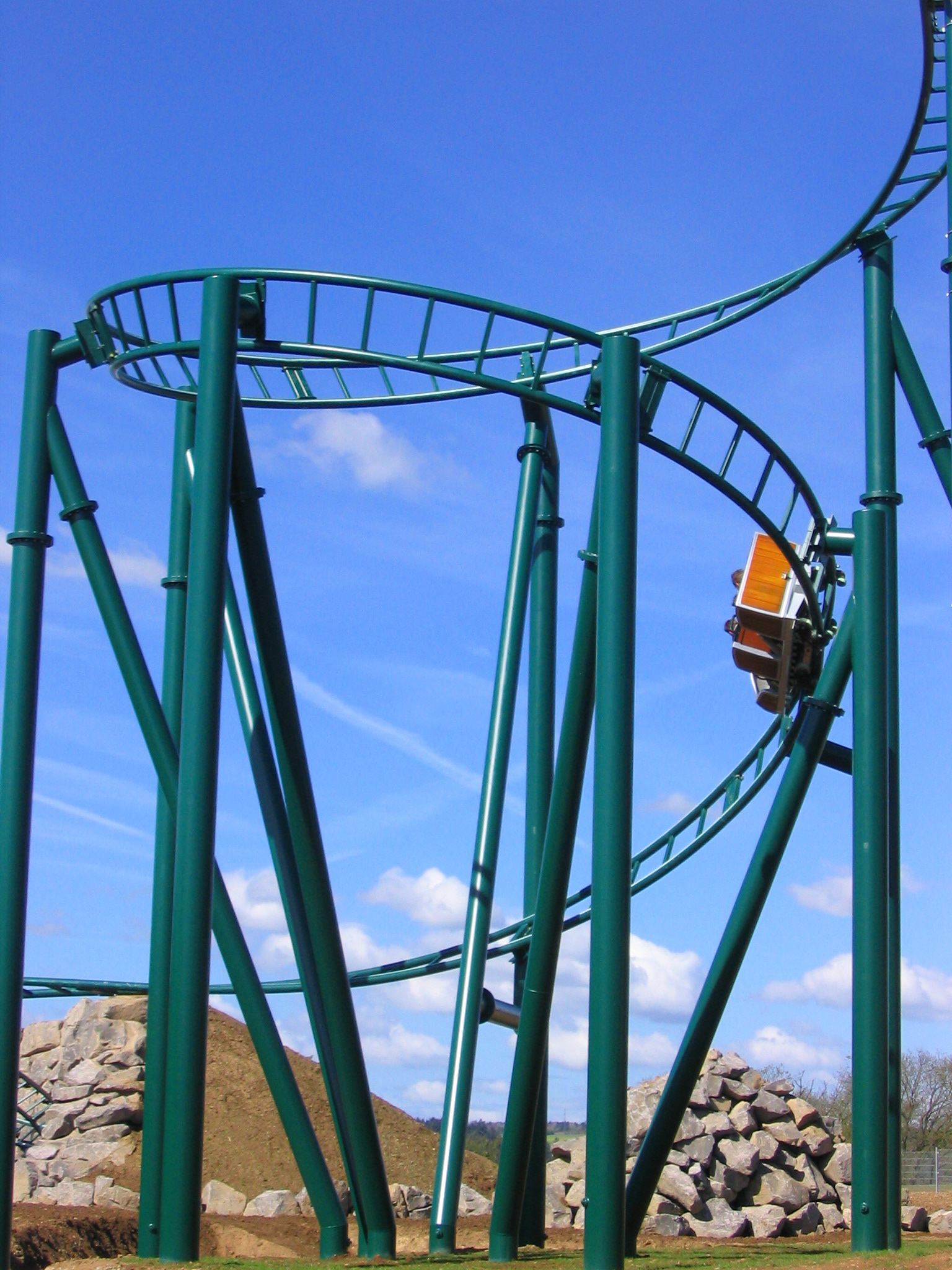
Bobsled-Coaster Die heiße Fahrt im Wild- und Freizeitpark Klotten

### Bob Coaster
| Name            | Park                     | Land       | Öffnungsjahr | Besonderheiten                |
| --------------- | ------------------------ | ---------- | ------------ | ----------------------------- |
| Kampala Express | Knuthenborg Safaripark   | Dänemark   | 2017         |                               |
| Merkant         | Mandoria                 | Polen      | 2021         |                               |
| Bucklbahn       | Eis Greisler Manufaktur  | Österreich | 2023         | letzter Wagen fährt rückwärts |
| Fyr & Flamme    | Hunderfossen Eventyrpark | Norwegen   | 2022         |                               |

### Family Suspended Coaster
| Name                  | Park        | Land  | Öffnungsjahr | Besonderheiten |
| --------------------- | ----------- | ----- | ------------ | -------------- |
| Lipovitan Rocket☆Luna | Yomiuriland | Japan | 2021         |                |

### Launch Coaster
| Name             | Park               | Land     | Öffnungsjahr |
| ---------------- | ------------------ | -------- | ------------ |
| Anubis: The Ride | Plopsaland Belgium | Belgien  | 2009         |
| Lynet            | Fårup Sommerland   | Dänemark | 2008         |

### Spinning Coaster

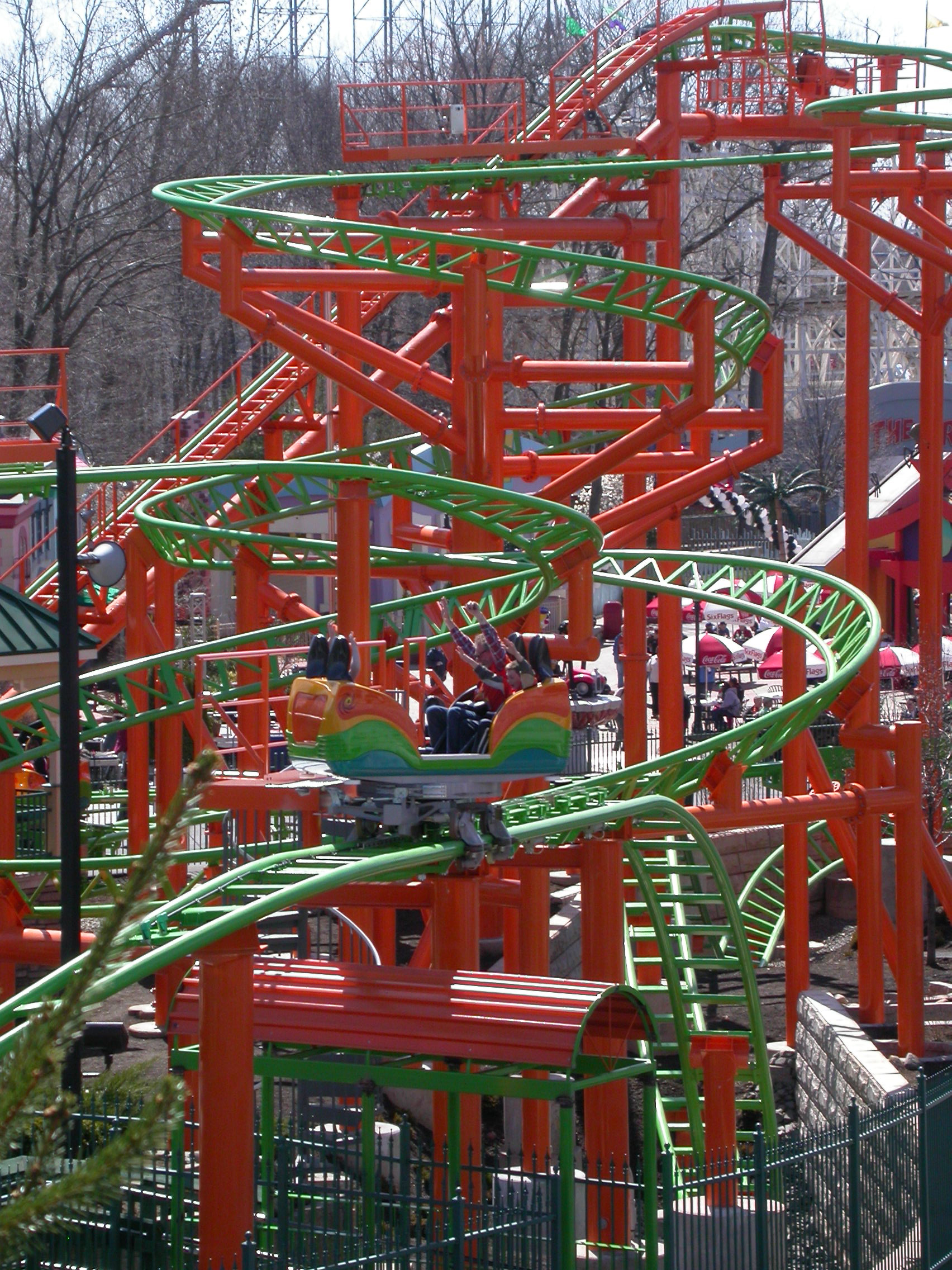
Spinning-Coaster Pandemonium in Six Flags New England

| Name                                                           | Park                                         | Land                         | Öffnungsjahr   | Besonderheiten                                               |
| -------------------------------------------------------------- | -------------------------------------------- | ---------------------------- | -------------- | ------------------------------------------------------------ |
| Dubai Drone                                                    | VR Park Dubai                                | Vereinigte Arabische Emirate | 2009           |                                                              |
| Fairly Odd Coaster                                             | Nickelodeon Universe                         | Vereinigte Staaten           | 2004           |                                                              |
| Galaxy Orbiter                                                 | Galaxyland Amusement Park                    | Kanada                       | 2007           |                                                              |
| Gekion Live Coaster Veil of Dark (2012 bis 2016)               | Tokyo Joypolis                               | Japan                        | 2012           | 1. Spinning Coaster mit einem In-Line Twist                  |
| Han-Katten                                                     | BonBon-Land                                  | Dänemark                     | 2007           |                                                              |
| Höllenblitz – Der Coaster                                      | Mobil Kirmes                                 | Deutschland                  | 1992           |                                                              |
| Joker Pandemonium                                              | Six Flags Mexico Six Flags Discovery Kingdom | Mexiko Vereinigte Staaten    | 2013 2008–2012 |                                                              |
| Maskerade                                                      | Wiener Prater                                | Österreich                   | 2015           | Verfügt über einen Senkrecht-Aufzug anstelle eines Lifthills |
| Pandemonium Big Spin (2011) Tony Hawk's Big Spin (2007 – 2010) | Six Flags Fiesta Texas                       | Vereinigte Staaten           | 2007           |                                                              |
| Pandemonium Mr. Six's Pandemonium (2005 – 2006)                | Six Flags New England                        | Vereinigte Staaten           | 2005           |                                                              |
| Pandemonium Big Spin (2011) Tony Hawk's Big Spin (2008 – 2010) | Six Flags Over Texas                         | Vereinigte Staaten           | 2008           |                                                              |
| Pandemonium Tony Hawk's Big Spin (2007 – 2010)                 | Six Flags St. Louis                          | Vereinigte Staaten           | 2007           |                                                              |
| Spinning Coaster                                               | Infunity                                     | Kuwait                       | 2010           |                                                              |
| Spinning Dragons                                               | Worlds of Fun                                | Vereinigte Staaten           | 2004           |                                                              |
| Spin Runway                                                    | Yomuriland                                   | Japan                        | 2016           |                                                              |
| The Shredder                                                   | Nickelodeon Universe Theme Park              | Vereinigte Staaten           | 2019           |                                                              |
| Vicky The Ride                                                 | Plopsaland Ardennes                          | Belgien                      | 2011           |                                                              |
| Cétautomatix                                                   | Parc Astérix                                 | Frankreich                   | 2025 (im Bau)  |                                                              |

### Family- /Family Shuttle- / Junior-Coaster / Kiddy Racer

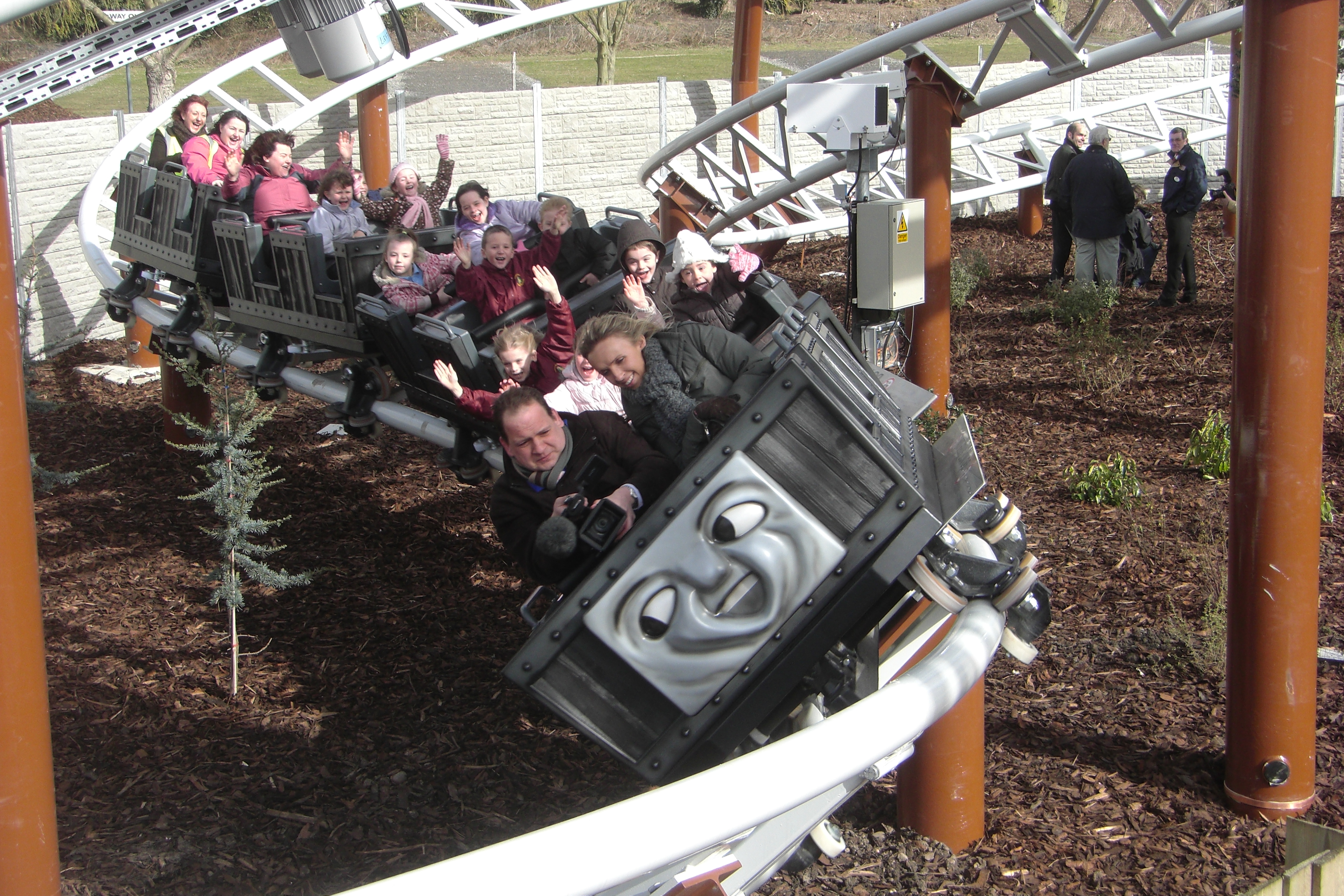
Junior-Coaster Troublesome Trucks Runaway Coaster in Drayton Manor

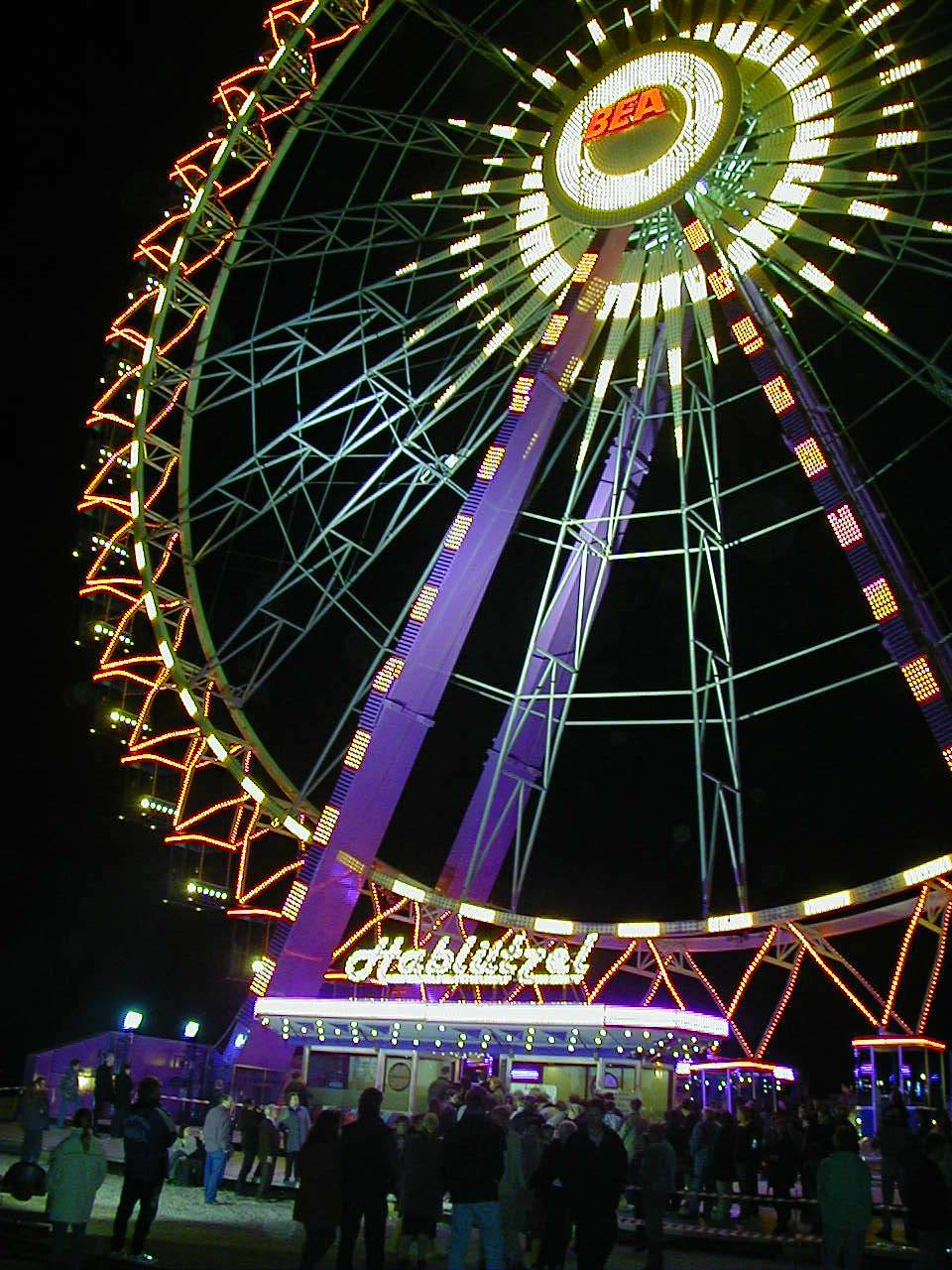
Riesenrad Giant Wheel

| Name                                 | Modell                 | Park                                  | Land                         | Öffnungsjahr               |
| ------------------------------------ | ---------------------- | ------------------------------------- | ---------------------------- | -------------------------- |
| Achterbahn                           | Kiddy Racer            | Tierpark Essehof                      | Deutschland                  | 2014                       |
| Boomerang                            | Family Shuttle-Coaster | Luna Park                             | Australien                   | 2021                       |
| Coastersaurus                        | Junior-Coaster         | Legoland California                   | Vereinigte Staaten           | 2004                       |
| Cobra des Amun Ra                    | Family-Coaster         | Belantis                              | Deutschland                  | 2015                       |
| Cobralino                            | Kiddy Racer            | Conny-Land                            | Schweiz                      | 2017                       |
| Drachenjagd                          | Junior-Coaster         | Legoland Deutschland                  | Deutschland                  | 2003                       |
| Dragon Fly                           | Family-Coaster         | Duinrell                              | Niederlande                  | 2012                       |
| Erli's Seifenkiste                   | Kiddy Racer            | Erlebnispark Steinau                  | Deutschland                  | 2014                       |
| Family Coaster                       | Family-Coaster         | Land of Legends Theme Park            | Türkei                       | 2018                       |
| FireChaser Express                   | Launch Family-Coaster  | Dollywood                             | Vereinigte Staaten           | 2014                       |
| Gipfelstürmer                        | Family Shuttle-Coaster | Freizeitpark Ruhpolding               | Deutschland                  | 2011                       |
| Gold Rush                            | Family Shuttle-Coaster | OK Corral                             | Frankreich                   | 2012                       |
| Herkules                             | Kiddy Racer            | Märchenpark Neusiedlersee             | Österreich                   | 2015                       |
| Hilly-Billy-Race                     | Kiddy Racer            | Tier- und Freizeitpark Thüle          | Deutschland                  | 2017                       |
| Honigkiste Seifenkiste (2014 – 2024) | Kiddy Racer            | Jaderpark                             | Deutschland                  | 2014                       |
| Huracanito                           | Kiddy Racer            | Belantis                              | Deutschland                  | 2014                       |
| Kiddy Racer                          | Kiddy Racer            | Potts Park                            | Deutschland                  | 2017                       |
| Oachkatzl                            | Junior-Coaster         | Märchenwald im Isartal                | Deutschland                  | 1999                       |
| Panic Coaster - Back Daan            | Family-Coaster         | Tokyo Dome City                       | Japan                        | 2019                       |
| Pégase Express                       | Family-Coaster         | Parc Astérix                          | Frankreich                   | 2017                       |
| Rewind Racers                        | Family Shuttle-Coaster | Adventure City                        | Vereinigte Staaten           | 2015                       |
| Schlange von Midgard                 | Family-Coaster         | Hansa-Park                            | Deutschland                  | 2011                       |
| Seifenkiste                          | Kiddy Racer            | Trampolino Familien- und Freizeitpark | Deutschland                  | 2022 eingelagert 2014–2022 |
| Seifenkiste                          | Kiddy Racer            | BergTierPark Blindham                 | Deutschland                  | 2020                       |
| Smurf Village Express                | Junior Coaster         | Motiongate                            | Vereinigte Arabische Emirate | 2017                       |
| TNT Tren de la Mina                  | Family-Coaster         | Parque de Atracciones de Madrid       | Spanien                      | 2012                       |
| Troublesome Trucks Runaway Coaster   | Junior-Coaster         | Drayton Manor Park                    | Vereinigtes Königreich       | 2008                       |
| Valkyrie                             | Shuttle Coaster        | Gyeongju World                        | Südkorea                     | 2021                       |
| Viking Coaster                       | Kiddy Racer            | Rabkoland                             | Polen                        | 2017                       |
| Wakala                               | Family-Coaster         | Bellewaerde Park                      | Belgien                      | 2020                       |
| Yippe                                | Family-Coaster         | Parque del Café                       | Kolumbien                    | 2018                       |
| FirleFranz                           | Family-Coaster         | Bayern Park                           | Deutschland                  | 2023                       |
| Défi du Dragon                       | Family-Coaster         | Jardin d’Acclimatation                | Frankreich                   | 2025                       |
| Mecalodon                            | Family-Coaster         | Walibi Belgium                        | Belgien                      | 2025                       |
| 100% Wolf                            | Family-Coaster         | Plopsaland Deutschland                | Deutschland                  | 2025 (im Bau)              |
| Cornwall Coaster                     | Family-Coaster         | Hansa-Park                            | Deutschland                  | 2026 (im Bau)              |

## Sonstige Modelle
- Sky Fly
- Riesenräder
- Sky Roller
- Rundfahrgeschäfte
  - (Suspended) Polyp
  - Tanzender Pavillon
  - Kreiselkarussell[2]
  - Walzerfahrt[3]
  - Bayern Express[4]
- Transportsysteme
  - Panoramabahn
  - Universelles Transportsystem

## Weitere Aktivitäten

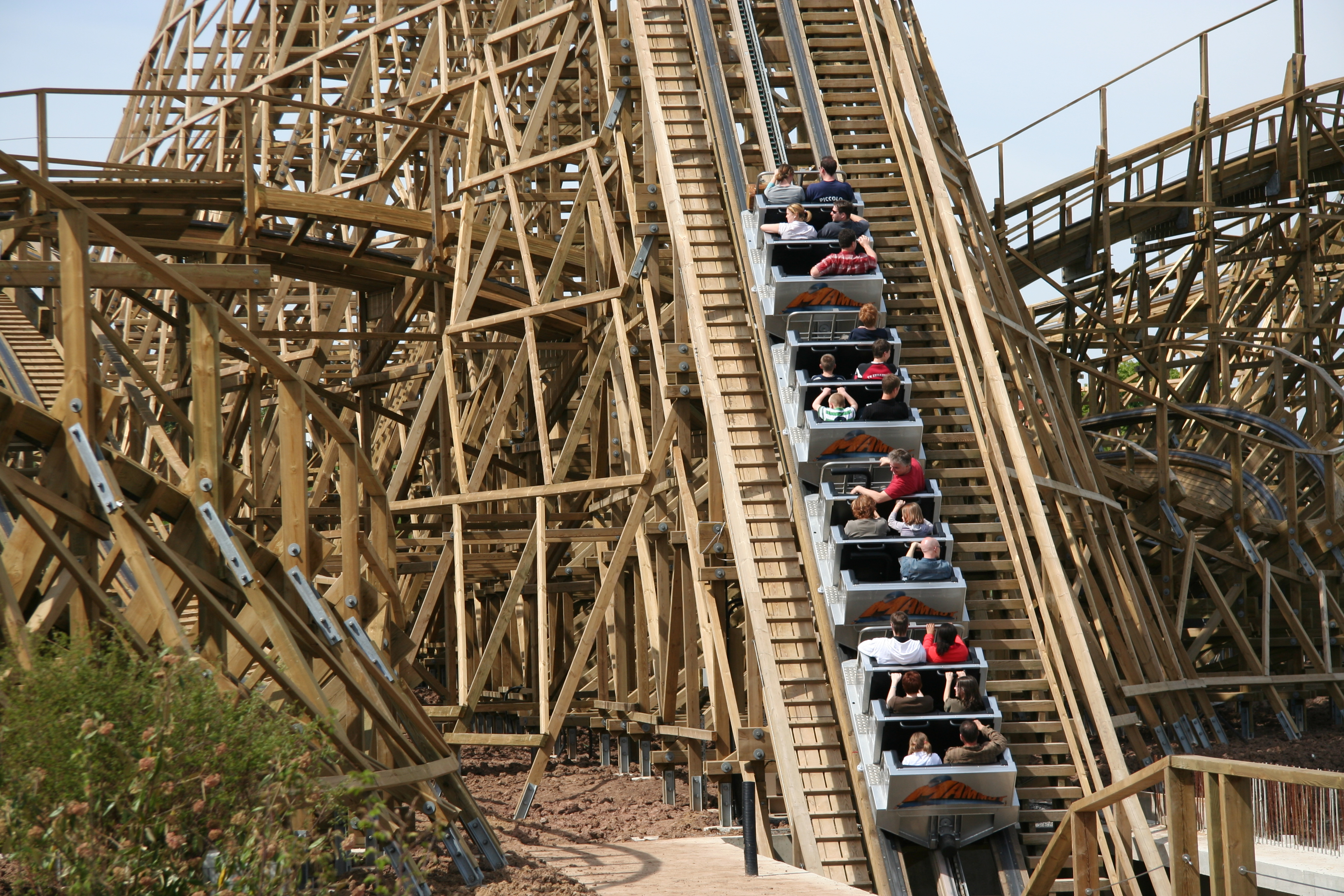
Wooden-Coaster Mammut im Erlebnispark Tripsdrill

Neben kompletten Achterbahnen produziert Gerstlauer auch Züge für Holzachterbahnen, so z. B.:
- Falken im dänischen Fårup Sommerland
- Mammut im Erlebnispark Tripsdrill
- New Texas Giant im Six Flags Over Texas

Zur Konzeption und Präsentation der Achterbahnen verwendet Gerstlauer vorzugsweise die Computersimulation NoLimits.

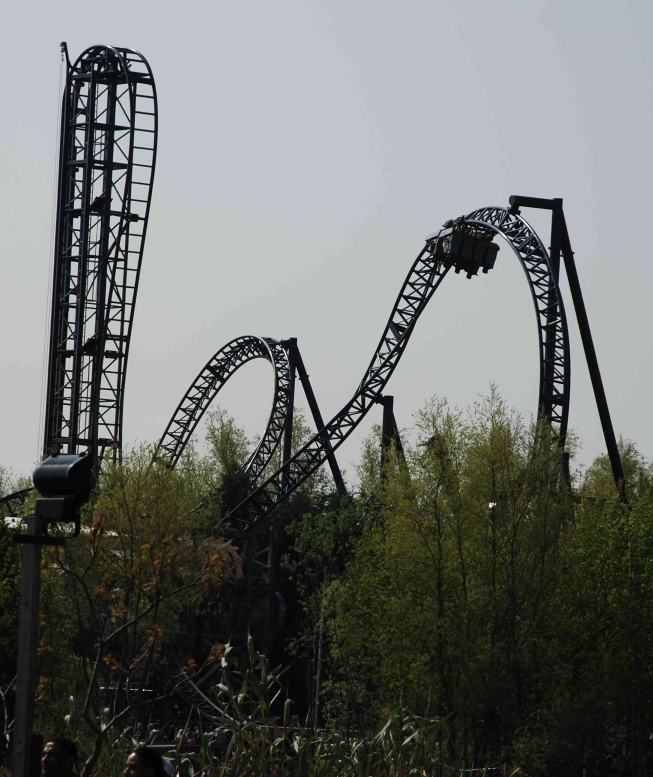
Euro-Fighter Saw – The Ride im Thorpe Park
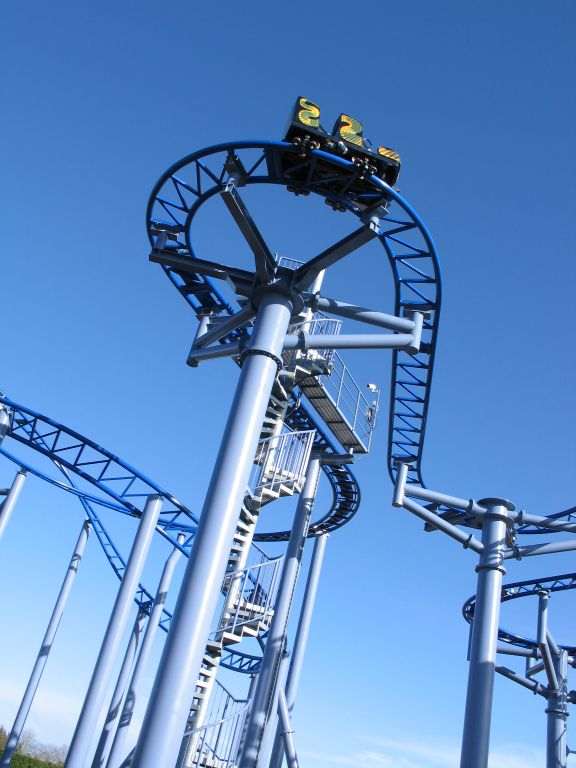
Bobsled-Coaster Cobra im Paultons Park
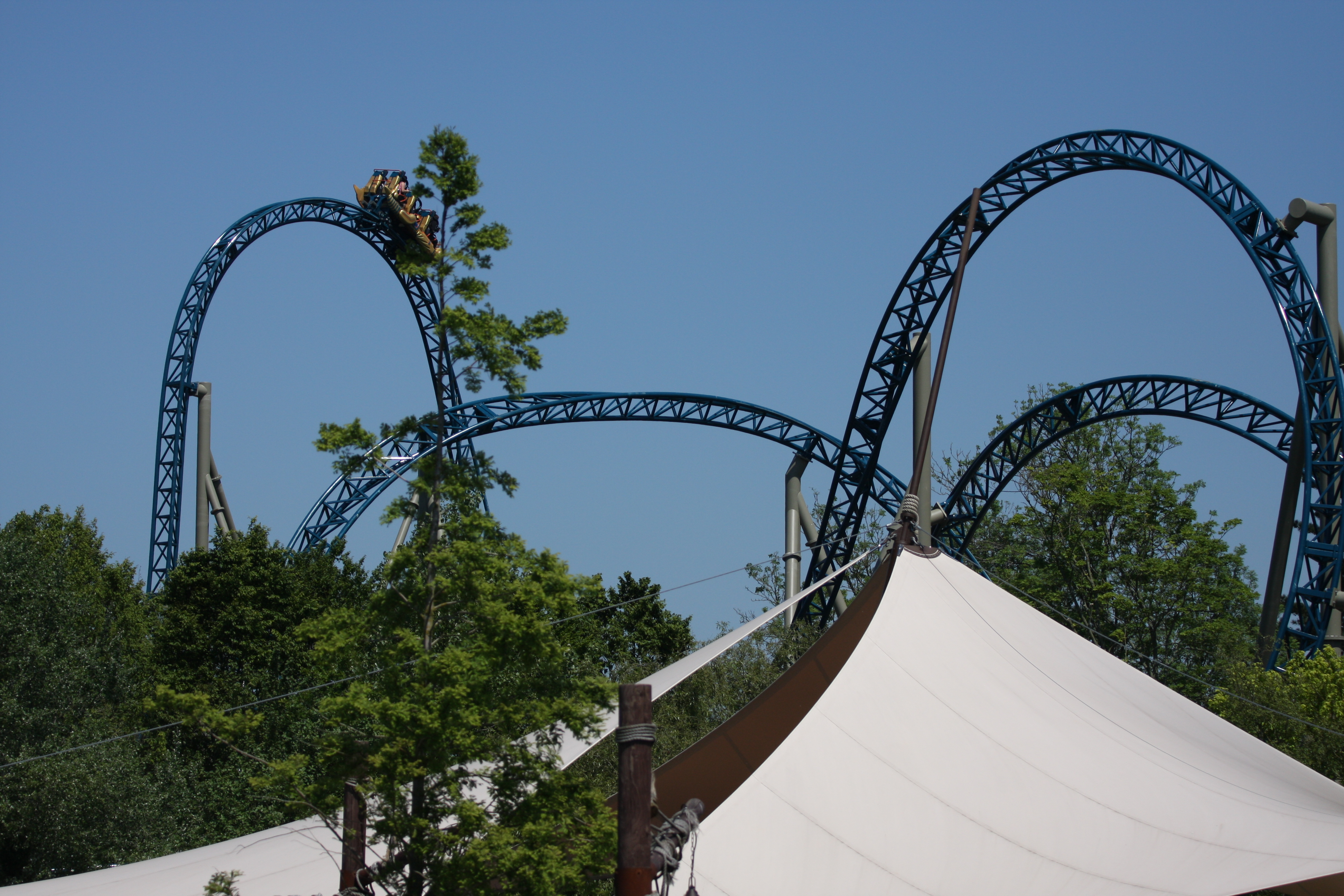
Launch-Coaster Anubis: The Ride im Plopsaland Belgium
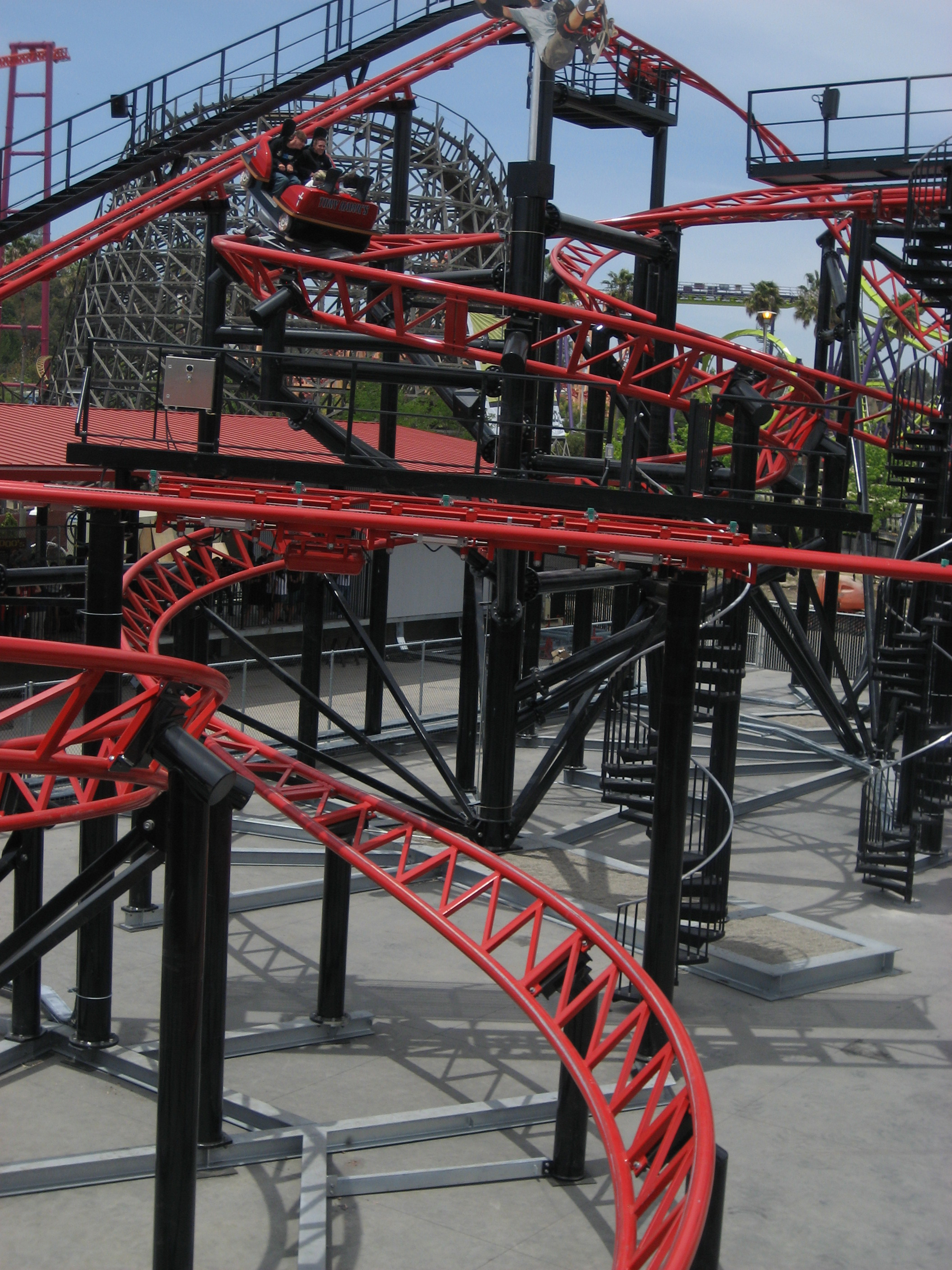
Spinning-Coaster Tony Hawk's Big Spin in Six Flags Discovery Kingdom
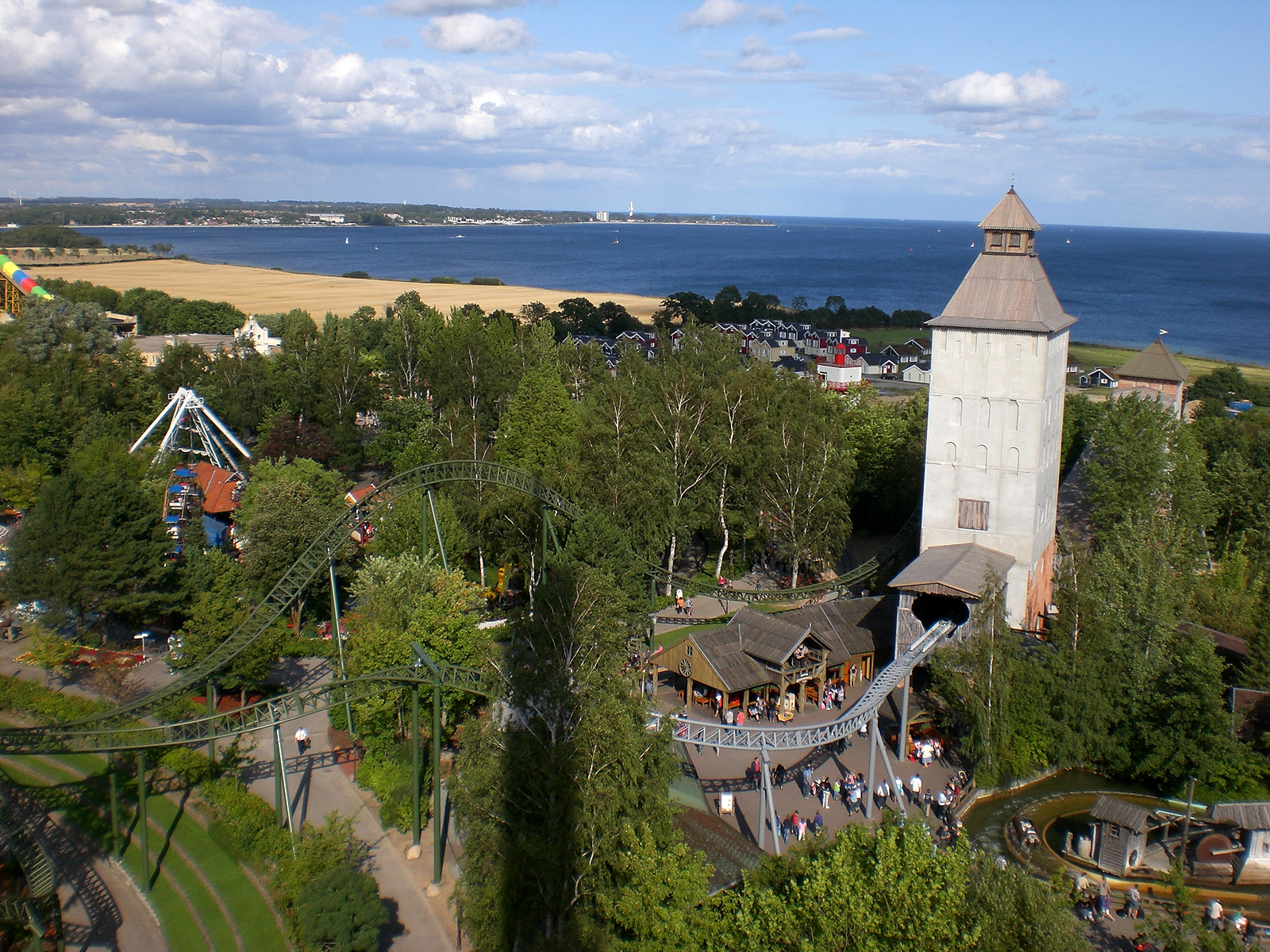
Launched Euro-Fighter Flucht von Novgorod im Hansa-Park
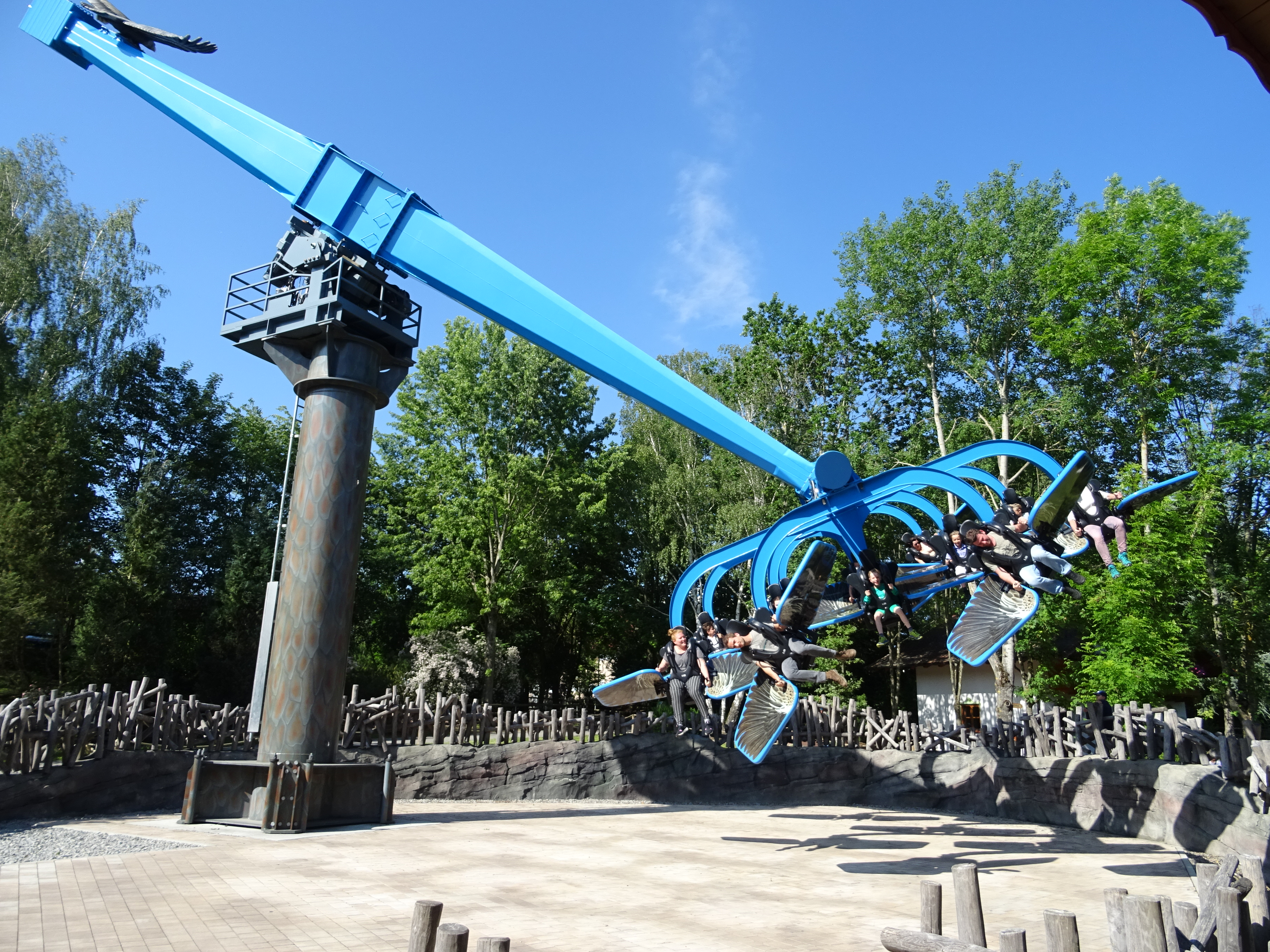
Sky-Fly Duell der Adler im Bayern-Park